# Ligier JS P320
La Ligier JS P320 è una vettura sport prototipo appartenente alla categoria LMP3 progettata dal costruttore francese Onroak Automotive e realizzata in collaborazione con l'azienda Ligier.
È stata costruita per soddisfare gli standard LMP3 ACO Generation II ed è destinata a essere ammissibile in una serie di campionati in tutto il mondo, come la European Le Mans Series e l'IMSA Prototype Challenge. L'auto è stata presentata il 4 giugno 2019 ed è stata la prima LMP3 di seconda generazione ad essere presentata.

## Storia dello sviluppo
Il 23 maggio 2018, l'Automobile Club de I'Ouest ha annunciato le normative 2020 per la Generation 2 of Le Mans Prototype 3 (LMP3), insieme ai telaio di quattro produttori omologati: la Onroak Automotive (Ligier), Duqueine Automotive (Norma), ADESS AG e Ginetta. Il 7 febbraio 2019 l'ACO ha annunciato il nuovo regolamento Le Mans Prototype 3 (LMP3) di 2ª generazione, con la piena attuazione prevista per il 2021 e sarà corso dal 2020 al 2024.
Il centro di progettazione di Ligier Automotive rispetto alla JS P3, ha ottimizzato l'aerodinamica della JS P320 per rendere l'auto efficiente su tutti i circuiti, in collaborazione con la Exa Corporation. La vettura presenta una carrozzeria inedita per il 95%, con sospensioni Öhlins e un sistema di raffreddamento migliorato. Inoltre, seguendo i nuovi regolamenti, è stato introdotto il controllo della trazione, mentre sono state apportate alcune modifiche al poggiatesta e al sedile del conducente, insieme ai pannelli laterali in Zylon, per migliorare la sicurezza del veicolo in caso d'impatto. Viene utilizzato anche un nuovo motore il Nissan VK56 che ha una potenza di 35 CV in più.  L'auto ebbe il suo primo incidente , Prima della presentazione ufficiale, la vettura ha avuto un incidente grave al Circuito di Nevers Magny-Cours.